# Saison 2017-2018 de l'Olympique lyonnais (féminines)
Maillots
Dernière mise à jour : 27 mai 2018.
Chronologie
Saison précédente Saison suivante
La saison 2017-2018 de la section féminine de l'Olympique lyonnais est la quarantième saison consécutive du club rhodanien en première division du championnat de France depuis 1978.
En plus de conserver leur suprématie nationale, les Lyonnaises auront pour objectif de réaliser un troisième triplé consécutif ; l'Olympique lyonnais serait la première équipe à réaliser cet exploit en Europe mais les Lyonnaises perdent la finale de Coupe de France face au Paris Saint-Germain lors du dernier match de la saison.
L'équipe va donc évoluer au cours de la saison en Ligue des champions, où le club est exempté de premier tour grâce au bon coefficient UEFA de la France.

## Transferts
Le début de saison est marqué par le départ de l’entraîneur Gérard Prêcheur après trois saisons à la tête de l'équipe et huit trophées remportés sur neuf possibles. Il est remplacé par l'ancien joueur nantais Reynald Pedros pour un contrat de deux saisons. Quant à l'effectif, il voit notamment arriver la championne d'Europe en titre Shanice van de Sanden (en provenance de Liverpool FC) ainsi que l'anglaise Lucy Bronze (en provenance de Manchester City), transférée dans le cadre d'un échange avec Pauline Bremer.
| Été 2017              |             |                            |                        |                  |
| Nom                   | Nationalité | Transfert                  | Provenance/Destination | Division         |
| Arrivées              |             |                            |                        |                  |
| Romane Bruneau        | France      | Contrat de 2 ans           | Dijon FCO              | Division 2       |
| Pauline P.-Magnin     | France      | Contrat de 3 ans           | Ol. Marseille          | Division 1       |
| Emelyne Laurent       | France      | Non-communiqué             | FCG Bordeaux           | Division 1       |
| Lucy Bronze           | Angleterre  | Contrat de 3 ans           | Manchester City        | FA Super League  |
| Shanice van de Sanden | Pays-Bas    | Contrat de 3 ans           | Liverpool FC           | FA Super League  |
| Melvine Malard        | France      | Contrat de 3 ans           | Formée au club         | Formée au club   |
| Selma Bacha           | France      | Contrat de 4 ans           | Formée au club         | Formée au club   |
| Départs               |             |                            |                        |                  |
| Alex Morgan           | États-Unis  | Fin de contrat             | Orlando Pride          | NWSL             |
| Aurélie Kaci          | France      | Fin de contrat             | Atlético de Madrid     | Primera División |
| Méline Gérard         | France      | Fin de contrat             | Montpellier HSC        | Division 1       |
| Julie Marichaud       | France      | Fin de contrat             | AS Saint-Étienne       | Division 2       |
| Josephine Henning     | Allemagne   | Fin de contrat             | Arsenal FC             | FA Super League  |
| Pauline Bremer        | Allemagne   | Résiliation de contrat     | Manchester City        | FA Super League  |
| Caroline Seger        | Suède       | Résiliation de contrat     | FC Rosengard           | Damallsvenskan   |
| Erin Nayler           | N-Zélande   | Résiliation de contrat     | FCG Bordeaux           | Division 1       |
| Julie Piga            | France      | Résiliation de contrat     | Grenoble Foot 38       | Division 2       |
| Hiver 2017 - 2018     |             |                            |                        |                  |
| Arrivées              |             |                            |                        |                  |
| Amandine Henry        | France      | Contrat de 3 ans et 6 mois | Portland Thorns FC     | NWSL             |
| Morgan Brian          | États-Unis  | Contrat de 2 ans et 6 mois | Chicago Red Stars      | NWSL             |
| Départs               |             |                            |                        |                  |
| Andrea Norheim        | Norvège     | Résiliation de contrat     | Piteå IF               | Damallsvenskan   |
| Mylaine Tarrieu       | France      | Prêt de 6 mois             | FCG Bordeaux           | Division 1       |
| Claire Lavogez        | France      | Prêt de 6 mois             | FC Fleury 91           | Division 1       |
| Kenza Dali            | France      | Prêt de 6 mois             | LOSC Lille             | Division 1       |

## Stage et matchs d'avant saison
En guise de préparation d'avant saison, l'Olympique lyonnais dispute trois matchs amicaux dont deux lors de la première édition de la Toulouse International Ladies Cup.

## Parcours en Coupe d'Europe
L'Olympique lyonnais remporte sa troisième Ligue des champions consécutive (sa cinquième au total) à l'issue de cet exercice ; c'est le seul club en Europe, avec le Real Madrid, a réaliser cet exploit.
| Ligue des champions 2017 - 2018 |                  |                                              |                           |                 |            |
| Nb.                             | Date             | Lieu                                         | Compétition               | Adversaire      | Résultat   |
| 9.                              | 24 mai 2018      | Stade Dynamo Lobanovski, Kiev, Ukraine       | Finale                    | VfL Wolfsbourg  | 4 - 1 a.p. |
| 8.                              | 29 avril 2018    | Parc OL, Décines-Charpieu, France            | 1/2 finale retour (dom.)  | Manchester City | 1 - 0      |
| 7.                              | 22 avril 2018    | Academy Stadium, Manchester, Angleterre      | 1/2 finale aller          | Manchester City | 0 - 0      |
| 6.                              | 28 mars 2018     | Mini Estadi, Barcelone, Espagne              | 1/4 finale retour         | FC Barcelone    | 1 - 0      |
| 5.                              | 22 mars 2018     | Parc OL, Décines-Charpieu, France            | 1/4 finale aller (dom.)   | FC Barcelone    | 2 - 1      |
| 4.                              | 15 novembre 2017 | OL Training Center, Décines-Charpieu, France | 1/8 finale retour (dom.)  | BIIK Kazygurt   | 9 - 0      |
| 3.                              | 8 novembre 2017  | Namyz Stadium, Chimkent, Kazakhstan          | 1/8 finale aller          | BIIK Kazygurt   | 7 - 0      |
| 2.                              | 11 octobre 2017  | Parc OL, Décines-Charpieu, France            | 1/16 finale retour (dom.) | Medyk Konin     | 9 - 0      |
| 1.                              | 4 octobre 2017   | Stadion Miejski, Konin, Pologne              | 1/16 finale aller         | Medyk Konin     | 5 - 0      |

## Parcours en Coupe de France
L'Olympique lyonnais tente de remporter sa huitième Coupe de France (sa dixième en intégrant celles du FC Lyon) mais perd en finale face au Paris Saint-Germain.
| Coupe de France 2017 - 2018 |                 |                                              |                       |             |          |
| Nb.                         | Date            | Lieu                                         | Compétition           | Adversaire  | Résultat |
| 6.                          | 31 mai 2018     | Stade de la Meinau, Strasbourg, France       | Finale                | Paris SG    | 1 - 0    |
| 5.                          | 7 mai 2018      | OL Training Center, Décines-Charpieu, France | 1/2 de finale (dom.)  | Montpellier | 4 - 0    |
| 4.                          | 15 avril 2018   | Stade Degouve-Brabant, Arras, France         | 1/4 de finale         | Arras FC    | 11 - 00  |
| 3.                          | 11 février 2018 | OL Training Center, Décines-Charpieu, France | 1/8 de finale (dom.)  | Toulouse FC | 11 - 00  |
| 2.                          | 28 janvier 2018 | OL Training Center, Décines-Charpieu, France | 1/16 de finale (dom.) | Yzeure      | 10 - 00  |
| 1.                          | 7 janvier 2018  | Stade Léo-Lagrange, Besançon, France         | 1/32 de finale        | Besançon    | 20 - 00  |

## Parcours en Championnat de France
Le club rhodanien remporte son douzième titre national (son seizième en intégrant ceux du FC Lyon) à l'issue de la 20e journée face à l'Olympique de Marseille.
| Saison 2017 - 2018 |                   |                                                   |                    |               |          |
| Nb.                | Date              | Lieu                                              | Compétition        | Adversaire    | Résultat |
| 22.                | 27 mai 2018       | Stade Paul-Lignon, Rodez, France                  | 22e journée        | Rodez         | 6 - 0    |
| 21.                | 18 mai 2018       | Stade Georges-Lefèvre, St-Germain-en-Laye, France | 21e journée        | Paris SG      | 0 - 0    |
| 20.                | 13 mai 2018       | OL Training Center, Décines-Charpieu, France      | 20e journée (dom.) | Ol. Marseille | 7 - 0    |
| 19.                | 2 mai 2018        | Stade Auguste-Gentelet, Fleury-Mérogis, France    | 19e journée        | FC Fleury 91  | 3 - 1    |
| 18.                | 1er avril 2018    | OL Training Center, Décines-Charpieu, France      | 18e journée (dom.) | Albi          | 4 - 0    |
| 17.                | 17 mars 2018      | Stadium Lille Métropole, Lille, France            | 17e journée        | Lille         | 10 - 10  |
| 16.                | 11 mars 2018      | OL Training Center, Décines-Charpieu, France      | 16e journée (dom.) | Soyaux        | 5 - 0    |
| 15.                | 18 février 2018   | Stade Robert-Monseau, St-Médard-en-Jalles, France | 15e journée        | Bordeaux      | 4 - 0    |
| 14.                | 5 février 2018    | OL Training Center, Décines-Charpieu, France      | 14e journée (dom.) | Montpellier   | 2 - 1    |
| 13.                | 14 janvier 2018   | Stade Robert-Bobin, Bondoufle, France             | 13e journée        | Paris FC      | 4 - 0    |
| 12.                | 17 décembre 2017  | OL Training Center, Décines-Charpieu, France      | 12e journée (dom.) | Guingamp      | 4 - 0    |
| 11.                | 11 décembre 2017  | Parc OL, Décines-Charpieu, France                 | 11e journée (dom.) | Paris SG      | 1 - 0    |
| 10.                | 2 décembre 2017   | Stade Francis-Turcan, Martigues, France           | 10e journée        | Ol. Marseille | 5 - 0    |
| 9.                 | 19 novembre 2017  | OL Training Center, Décines-Charpieu, France      | 9e journée (dom.)  | FC Fleury 91  | 5 - 0    |
| 8.                 | 4 novembre 2017   | Stade Maurice-Rigaud, Albi, France                | 8e journée         | Albi          | 5 - 0    |
| 7.                 | 28 octobre 2017   | OL Training Center, Décines-Charpieu, France      | 7e journée (dom.)  | Lille         | 6 - 0    |
| 6.                 | 15 octobre 2017   | Stade Camille-Lebon, Angoulême, France            | 6e journée         | Soyaux        | 5 - 0    |
| 5.                 | 8 octobre 2017    | OL Training Center, Décines-Charpieu, France      | 5e journée (dom.)  | Bordeaux      | 2 - 0    |
| 4.                 | 30 septembre 2017 | Stade Bernard-Gasset, Montpellier, France         | 4e journée         | Montpellier   | 5 - 0    |
| 3.                 | 24 septembre 2017 | OL Training Center, Décines-Charpieu, France      | 3e journée (dom.)  | Paris FC      | 9 - 2    |
| 2.                 | 9 septembre 2017  | Stade Fred-Aubert, Saint-Brieuc, France           | 2e journée         | Guingamp      | 5 - 0    |
| 1.                 | 3 septembre 2017  | OL Training Center, Décines-Charpieu, France      | 1re journée (dom.) | Rodez         | 7 - 0    |

### Classement
| Rang | Équipe                 | Pts | J  | G  | N | P  | Bp  | Bc | Diff |
| ---- | ---------------------- | --- | -- | -- | - | -- | --- | -- | ---- |
| 1    | Olympique lyonnais T   | 64  | 22 | 21 | 1 | 0  | 104 | 5  | +99  |
| 2    | Paris SG C             | 56  | 22 | 18 | 2 | 2  | 59  | 13 | +46  |
| 3    | Montpellier HSC        | 53  | 22 | 17 | 2 | 3  | 63  | 22 | +41  |
| 4    | Paris FC               | 30  | 22 | 8  | 6 | 8  | 31  | 37 | -6   |
| 5    | ASJ Soyaux             | 24  | 22 | 6  | 6 | 10 | 18  | 36 | -18  |
| 6    | Lille OSC P            | 23  | 22 | 6  | 5 | 11 | 24  | 47 | -23  |
| 7    | Girondins de Bordeaux  | 22  | 22 | 5  | 7 | 10 | 19  | 33 | -14  |
| 8    | FC Fleury P            | 22  | 22 | 6  | 4 | 12 | 22  | 45 | -23  |
| 9    | Rodez AF               | 22  | 22 | 5  | 7 | 10 | 22  | 52 | -30  |
| 10   | EA Guingamp            | 22  | 22 | 6  | 4 | 12 | 17  | 33 | -16  |
| 11   | ASPTT Albi             | 20  | 22 | 5  | 5 | 12 | 12  | 37 | -25  |
| 12   | Olympique de Marseille | 12  | 22 | 3  | 3 | 16 | 16  | 47 | -31  |

| Légende : | Légende : |
| --------- | --- |
|           | Qualifié pour la Ligue des champions 2018-2019 (Seizièmes de finale). |
|           | Relégué en Division 2. |
|           | T Tenant du titre. P Promu de Division 2. C Vainqueur de la Coupe de France 2017-2018. Pts points ; G victoires ; N match nuls ; P défaites Bp buts marqués ; Bc buts encaissés ; Diff différence de buts |

### Évolution du classement
Leader du championnat

## Statistiques individuelles

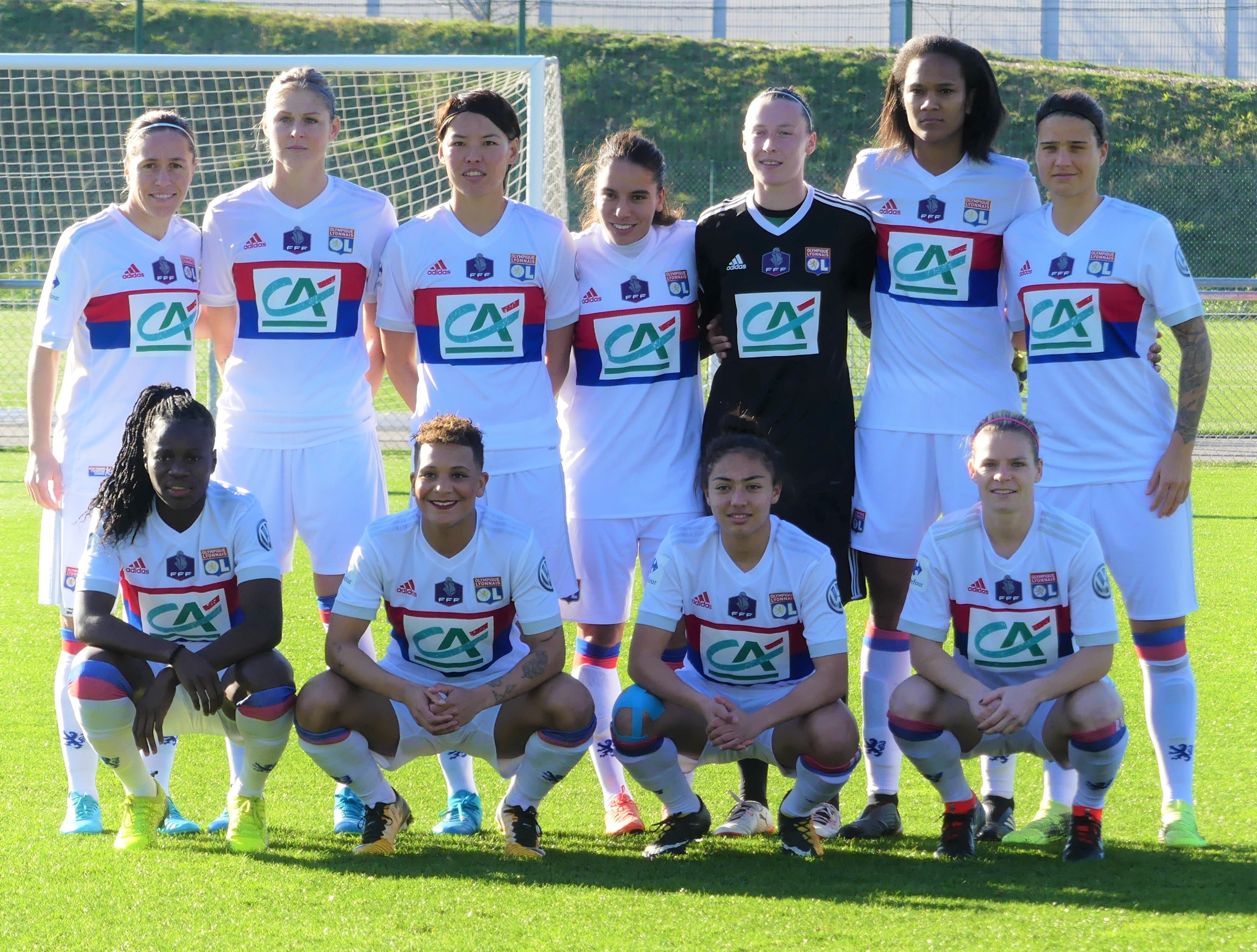
Effectif titulaire lors du match de Coupe face à Yzeure en janvier 2018.

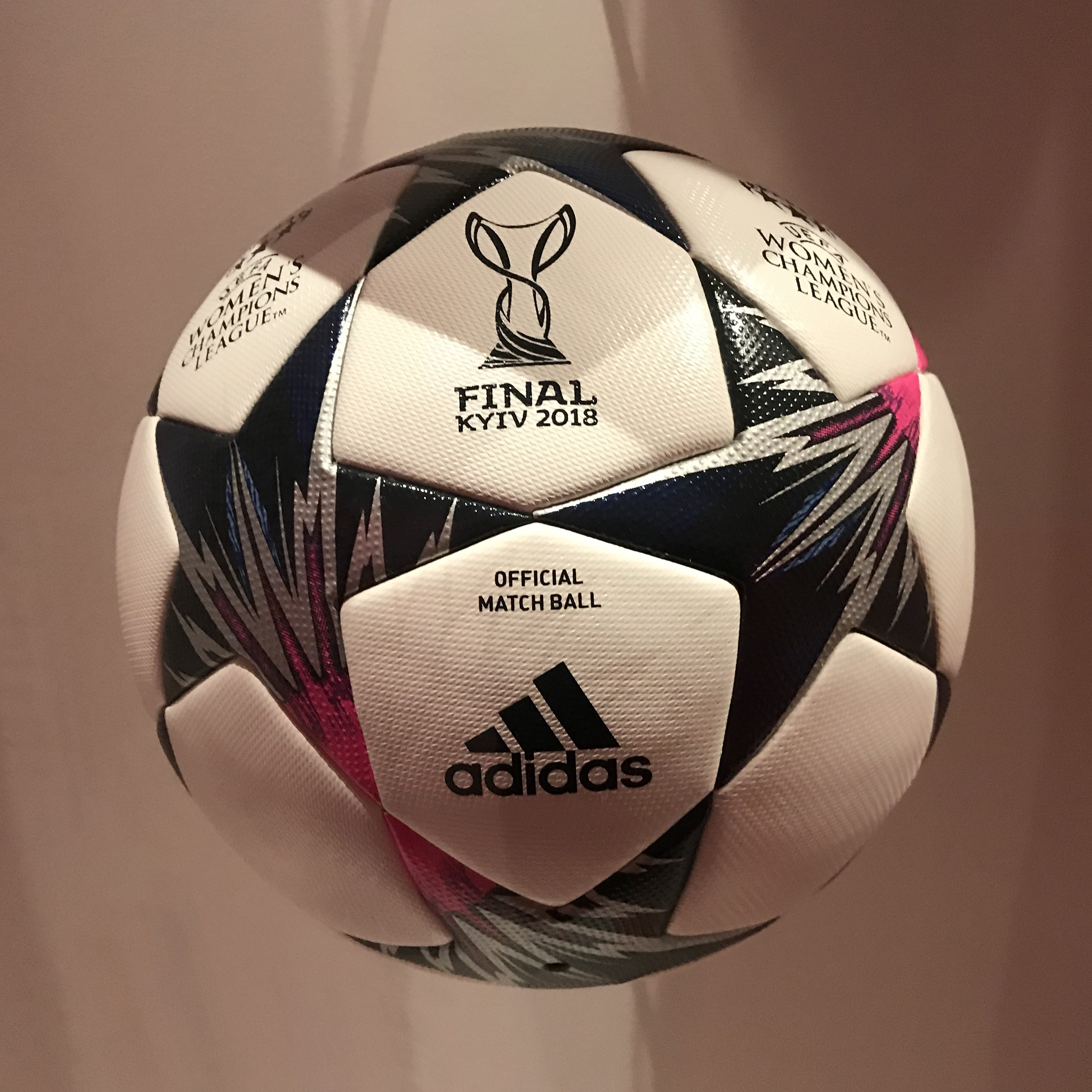
Ballon de la finale de la Ligue des champions en 2018.

| Nb.                 | Joueuse               | Total | Championnat | Coupe de France | Ligue des champions |
| 1.                  | Ada Hegerberg         | 53    | 31          | 7               | 15                  |
| 2.                  | Eugénie Le Sommer     | 33    | 17          | 12              | 4                   |
| 3.                  | Camille Abily         | 21    | 9           | 6               | 6                   |
| 4.                  | Kheira Hamraoui       | 14    | 7           | 7               | 0                   |
| 5.                  | Dzsenifer Marozsán    | 12    | 8           | 3               | 1                   |
| 6.                  | Wendie Renard         | 12    | 5           | 3               | 4                   |
| 7.                  | Amel Majri            | 9     | 3           | 3               | 3                   |
| 8.                  | Delphine Cascarino    | 7     | 2           | 4               | 1                   |
| 9.                  | Saki Kumagai          | 6     | 5           | 0               | 1                   |
| 10.                 | Amandine Henry        | 5     | 3           | 1               | 1                   |
| 11.                 | Griedge Mbock         | 4     | 3           | 1               | 0                   |
| 12.                 | Lucy Bronze           | 4     | 2           | 0               | 2                   |
| 13.                 | Emelyne Laurent       | 3     | 2           | 1               | 0                   |
| 14.                 | Shanice van de Sanden | 2     | 2           | 0               | 0                   |
| 15.                 | Morgan Brian          | 2     | 1           | 1               | 0                   |
| 16.                 | Selma Bacha           | 2     | 0           | 2               | 0                   |
| 17.                 | Corine Petit          | 1     | 0           | 1               | 0                   |
| But contre son camp | But contre son camp   | 8     | 4           | 4               | 0                   |
| Total Général       | Total Général         | 198   | 104         | 56              | 38                  |

## Chiffres marquants
- 300e but de l'histoire en Ligue des champions : Wendie Renard (face à Medyk Konin (9-0), le 11 octobre 2017).

- 75e joueuse à avoir inscrit au moins 1 but avec l'OL : Shanice van de Sanden (en D1, face à Lille (6-0), le 28 octobre 2017).

- 400e but de l'histoire en Coupe de France : Eugénie Le Sommer (face à Besançon (20-0), le 7 janvier 2018).

- 2100e but de l'histoire de l'OL : Wendie Renard (face à Besançon (20-0), le 7 janvier 2018).

- 200e but de Camille Abily sous les couleurs de l'OL : en Coupe de France, à Besançon (20-0, le 7 janvier 2018).

- 150e but d'Ada Hegerberg sous les couleurs de l'OL : en Coupe de France, à Besançon (20-0, le 7 janvier 2018).

- 226e but d'Eugénie Le Sommer sous les couleurs de l'OL : en Coupe de France, face à Toulouse (11-0, le 11 février 2018).

- 1400e but de l'histoire en championnat de D1 : Morgan Brian (face à Lille (10-1), le 17 mars 2018).

- 450e but de l'histoire en Coupe de France : CSC de Chloé Lefèvre (face à Arras (11-0), le 15 avril 2018).